# Лама (река, впадает в Мелкое)
Ла́ма (Ламочен) — небольшая река в западных отрогах плато Путорана, вытекающая из озера Лама и впадающая в озеро Мелкое. Представляет собой протоку между этими озёрами. Ширина реки колеблется от 250 до 1800 метров, длина — 18 километров.
Впервые исследована советским полярным исследователем Николаем Урванцевым.
Река названа Ламой Урванцевым по названию озера, из которого она вытекает.